# ペルテス病

発病当時の写真。7歳ごろ。大腿骨骨頭が壊死していることがわかる。

ペルテス病（英: Perthes disease）とは、大腿骨骨頭に存在する軟骨に変形が生じる股関節の病気である。完治まで時間を要し、また発病原因が不明な部分が多く難病と言われているが日本では難病指定はされていない。

## 症状と原因

### ペルテス病の症状
運動後や歩く際に足を引きずったり（びっこ）、股の付け根や太ももを痛がる。太ももの筋肉がやせていたり、あぐらがかけなかったりする等、足の機能が制限される。太もも付近に痛みを感じるため筋肉痛と誤った診断を受ける可能性がある。

### ペルテス病の原因
股関節の大腿骨の頭部分への血行が何らかの原因で途絶され、骨の壊死が起こり、骨の強度が極端に弱くなり、放置しておくと骨頭部分が変形または無くなり歩行が困難になる股関節の病気と言われているが、血行が途絶される原因などの根本的理由、またそれ以外の発病原因が現時点では解明されていない。ペルテス病は幼少期5歳から8歳の間と若い時期に発病する人が多いが大人でも発病することがある。成長期の頃に発病した場合、成長に伴い失われた骨頭部分が再び形成されていくが、発病していない方の足との長さの差が大きく異なり、完治後に再び痛みを生じる可能性がある。

## 検査方法
- 超音波検査：関節の腫れや骨頭の変化を調べる。
- X線検査：側面像を撮影し骨頭の壊死を確認する。
- MRI：X線検査によって疑いが出た場合に壊死部分を確認する。MRIだと壊死が確実に診断できる。
- 視診・触診：歩くときに足を引きずるような動作がないか、足を胸にしっかりと近づけることができるか、などを調べる（可動域の確認）。

## 治療法

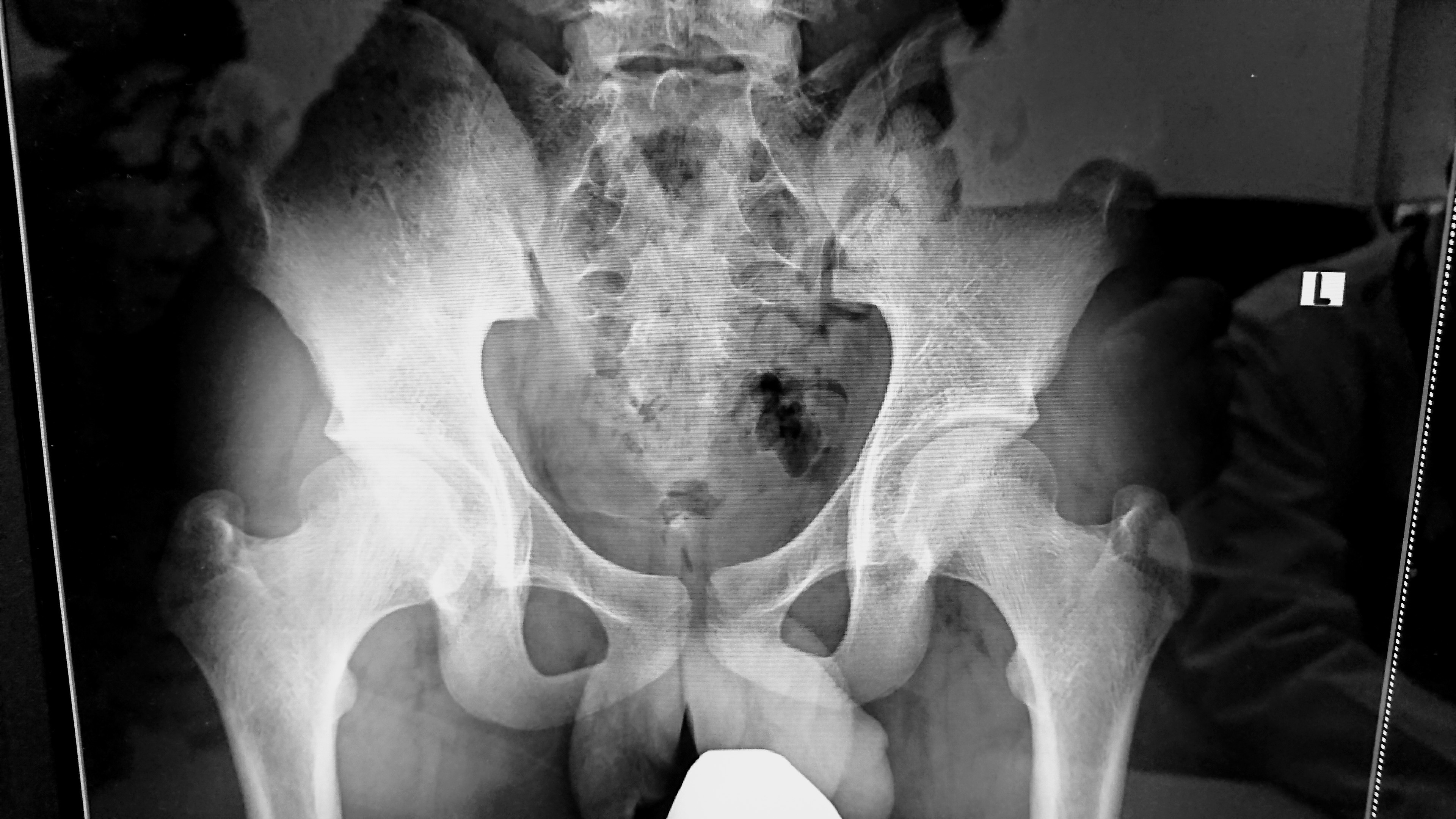
ほぼ完治した様子。15歳ごろ

治療法は大きく分けて二つある。
1. 装具の着用による足の固定
2. 手術による骨頭が常に臼蓋に包み込まれている状況を作る。

1. の装具による治療法は、着脱が容易で装具を装着して早い段階で歩行が可能になると言うメリットがあるが、足の動作に制限が生じるなどのデメリットもある。時間をかけて治療していく治療方法のため完治するまでにかなりの時間を要する。また装具による治療方法では完治後に臼蓋形成不全を発病し、再び痛みを生じる可能性がある。
2. の手術による治療法は、1.の装具による治療法と比べ比較的早い段階で社会復帰できるメリットがあるが、約2か月の入院が必要である事や、手術痕ができるなどのデメリットも存在する。
ペルテス病は大きく分けてこの2つの方法で治療が行われる。発病した際は担当医師と何度も相談したうえで決定し治療していくこと、患者への生活支援サポートが重要である。

## ペルテス病に罹患した著名人
- 吉田響 - 創価大学駅伝部出身の長距離ランナー。幼少期に罹患したことが陸上競技を始めるきっかけになったと明かしている[3]。